# Depresiunea și Munții Giurgeului
Depresiunea și Munții Giurgeului este o arie protejată (arie de protecție specială avifaunistică — SPA) din România întinsă pe o suprafață de 87.865,9 ha, integral pe uscat.

## Localizare
Situl se întinde pe teritoriile administrative ale comunelor Cârța, Ciumani, Corbu, Ditrău, Joseni, Lăzarea, Praid, Remetea, Sândominic, Sărmaș, Suseni, Tulgheș, Vărșag și Voșlăbeni și pe cel al municipiului Gheorgheni din județul Harghita; și pe cele ale comunelor Chiheru de Jos și Ibănești și orașului Sovata din județul Mureș. Centrul sitului Depresiunea și Munții Giurgeului este situat la coordonatele 46°43′42″N 25°17′35″E / 46.728314°N 25.293078°E.

## Înființare
Situl Depresiunea și Munții Giurgeului (ROSPA0033) a fost declarat arie de protecție specială avifaunistică în octombrie 2007 pentru a proteja 24 de specii de animale.

## Biodiversitate
Situată în ecoregiunea alpină, aria protejată nu include niciun habitat protejat.
La baza desemnării sitului se află mai multe specii protejate de  păsări (24): minuniță (Aegolius funereus), acvilă de munte (Aquila chrysaetos), acvilă țipătoare mică (Aquila pomarina), ciuf de câmp (Asio flammeus), cocoșul de mesteacăn (Lyrurus tetrix), ieruncă (Bonasa bonasia), buha (Bubo bubo), caprimulg (Caprimulgus europaeus), barză albă (Ciconia ciconia), șerpar (Circaetus gallicus), erete de stuf (Circus aeruginosus), erete vânăt (Circus cyaneus), cristel de câmp (Crex crex), ciocănitoare cu spate alb (Dendrocopos leucotos), ciocănitoare neagră (Dryocopus martius), șoim călător (Falco peregrinus), muscar gulerat (Ficedula albicollis), muscar mic (Ficedula parva), ciuvică (Glaucidium passerinum), sfrâncioc roșiatic (Lanius collurio), ciocârlie de pădure (Lullula arborea), viespar (Pernis apivorus), ciocănitoare de munte (Picoides tridactylus), huhurezul mic (Strix uralensis),  cocoș de munte (Tetrao urogallus).